# Wereldkampioenschap schaatsen allround vrouwen 1957
Het achttiende Wereldkampioenschap schaatsen allround voor vrouwen werd op 9 en 10 februari 1957 verreden op de Imatrankoski ijsbaan in Imatra, Finland.
Er deden, evenals in 1956, vijfentwintig deelneemsters uit Finland (4), Zweden (2), de Sovjet-Unie (6), Tsjechoslowakije (3), Polen (3), de DDR (3), Canada (1) en voor het eerst China (3) mee. Negen rijdsters debuteerden deze editie.
Ook dit kampioenschap werd over de kleine vierkamp, de 500m, 1500m, 1000m en 3000m, verreden.
De titel ging naar debutante Inga Artamonova voor haar landgenoten Tamara Rylova en Lidia Selichova. De Finse Eevi Huttunen reed dit jaar haar negende WK-toernooi, de eerste vrouw die dit presteerde.

## Afstandsmedailles
| Afstand | Goud ·          | Zilver ·                      | Brons ·         |
| ------- | --------------- | ----------------------------- | --------------- |
| 500m    | Sofia Kondakova | Inga Artamonova Tamara Rylova | -               |
| 1500m   | Inga Artamonova | Vera Postnikova               | Lidia Selichova |
| 1000m   | Inga Artamonova | Iris Sihvonen                 | Tamara Rylova   |
| 3000m   | Eevi Huttunen   | Rimma Zjoekova                | Inga Artamonova |

## Klassement
| Rang   | Schaatsster                  | Land              | Punten  | 500m      | 1500m       | 1000m       | 3000m       |
| ------ | ---------------------------- | ----------------- | ------- | --------- | ----------- | ----------- | ----------- |
| Goud   | Inga Artamonova              | Sovjet-Unie       | 207,500 | 49,0 (2)  | 2.37,0 (1)  | 1.39,9 (1)  | 5.37,3 (3)  |
| Zilver | Tamara Rylova                | Sovjet-Unie       | 210,283 | 49,0 (2)  | 2.38,5 (4)  | 1.41,9 (3)  | 5.45,0 (7)  |
| Brons  | Lidia Selichova              | Sovjet-Unie       | 210,300 | 49,4 (5)  | 2.38,3 (3)  | 1.43,0 (6)  | 5.39,8 (4)  |
| 4      | Sofia Kondakova              | Sovjet-Unie       | 210,684 | 48,8 (1)  | 2.41,0 (6)  | 1.42,3 (4)  | 5.42,4 (5)  |
| 5      | Rimma Zjoekova               | Sovjet-Unie       | 210,766 | 49,9 (7)  | 2.40,9 (5)  | 1.43,0 (6)  | 5.34,4 (2)  |
| 6      | Iris Sihvonen                | Finland           | 211,734 | 49,1 (4)  | 2.41,0 (6)  | 1.41,8 (2)  | 5.48,4 (10) |
| 7      | Vera Postnikova              | Sovjet-Unie       | 212,017 | 49,9 (6)  | 2.37,4 (2)  | 1.42,4 (5)  | 5.50,7 (12) |
| 8      | Eevi Huttunen                | Finland           | 212,500 | 51,1 (9)  | 2.41,6 (8)  | 1.43,8 (8)  | 5.33,8 (1)  |
| 9      | Helena Pilejczyk             | Polen             | 217,050 | 51,2 (10) | 2.46,2 (12) | 1.45,9 (10) | 5.45,0 (7)  |
| 10     | Christina Scherling          | Zweden            | 218,667 | 51,4 (11) | 2.45,3 (10) | 1.47,4 (14) | 5.50,8 (13) |
| 11     | Elwira Seroczynska           | Polen             | 218,716 | 51,6 (12) | 2.46,0 (11) | 1.47,1 (12) | 5.49,4 (11) |
| 12     | Margit Grobe                 | DDR               | 219,484 | 52,6 (18) | 2.45,2 (9)  | 1.48,0 (15) | 5.46,9 (9)  |
| 13     | Helga Haase-Obschernitzki    | DDR               | 219,600 | 53,6 (21) | 2.46,9 (13) | 1.45,8 (9)  | 5.44,8 (6)  |
| 14     | Pirkko Tanskanen             | Finland           | 222,117 | 51,9 (13) | 2.49,4 (15) | 1.47,3 (13) | 6.00,6 (17) |
| 15     | Inge Görmer                  | DDR               | 223,300 | 52,2 (16) | 2.48,2 (14) | 1.51,4 (21) | 5.56,0 (16) |
| 16     | Helga Kuronen                | Finland           | 224,117 | 50,2 (8)  | 2.50,0 (17) | 1.49,3 (16) | 6.15,6 (23) |
| 17     | Hana Bartovská               | Tsjecho-Slowakije | 224,533 | 53,5 (20) | 2.51,0 (18) | 1.51,0 (19) | 5.51,2 (14) |
| 18     | Karla Borovská               | Tsjecho-Slowakije | 224,650 | 52,1 (15) | 2.49,9 (16) | 1.49,8 (17) | 6.06,1 (18) |
| 19     | Vera Procházková             | Tsjecho-Slowakije | 224,750 | 52,0 (14) | 2.51,2 (19) | 1.46,8 (11) | 6.13,7 (21) |
| 20     | Renata Baudouin de Courtenay | Polen             | 224,966 | 52,3 (17) | 2.53,8 (20) | 1.51,2 (20) | 5.54,8 (15) |
| 21     | Xu Mingshu                   | China             | 229,450 | 54,2 (22) | 2.56,7 (23) | 1.50,6 (18) | 6.06,3 (19) |
| 22     | Inger Sandin                 | Zweden            | 230,850 | 54,6 (23) | 2.56,0 (22) | 1.52,4 (22) | 6.08,3 (20) |
| 23     | Pat Underhill                | Canada            | 232,216 | 53,2 (19) | 2.58,9 (24) | 1.53,3 (23) | 6.16,4 (24) |
| 24     | Lu Chengyou                  | China             | 235,234 | 55,0 (24) | 3.01,4 (25) | 1.54,6 (24) | 6.14,8 (22) |
| 25     | Sun Hongxia                  | China             | 235,917 | 55,2 (25) | 2.55,8 (21) | 1.57,5 (25) | 6.20,2 (25) |

* = met val
NC = niet gekwalificeerd
NF = niet gefinisht
NS = niet gestart
DQ = gediskwalificeerd
Vet gezet = kampioenschapsrecord